# Richard Taylor (1781-1858)
Pour les articles homonymes, voir Richard Taylor et Taylor.
Richard Taylor est un naturaliste et un éditeur de revues scientifiques britannique, né en 1781 et mort en 1858.
Il fait paraître la première édition de Philosophical Magazine en 1798 et commence à publier Annals of Natural History en 1838. Il édite et publie Scientific Memoirs, Selected from the Transactions of Foreign Academies of Science de 1837 à 1852.
En 1852, il est rejoint par le chimiste William Francis avec lequel il forme la maison d’édition Taylor and Francis.

## Source
- Traduction de l'article de langue anglaise de Wikipédia (version du 31 mars 2007).